# Joaquim Hernández i López
Joaquim Hernández i López (Abla, 26 de juliol de 1947) és un exfutbolista espanyol de la dècada de 1970 i posteriorment entrenador.

## Trajectòria
És el pare del també exfutbolista i entrenador del FC Barcelona Xavier Hernández i Creus. Es formà al Terrassa FC, però ben aviat fou fitxat pel CE Sabadell, club amb el qual arribà a jugar un partit a primera divisió i a la Copa del Rei, durant la temporada 1965-66. Retornà al Terrassa i l'any 1967 fou fitxat pel CD Comtal, filial del Barça, arribant a jugar diversos partits amistosos amb el primer equip.
Fou destinat a Melilla per realitzar el servei militar obligatori, i allí jugà cedit al Melilla CF i al el CD Schweppes Industrial, l'equip filial. L'any 1970 tornà a Barcelona, on coincidí amb la reestructuració del futbol base blaugrana. El Comtal desaparegué, naixent el Barcelona Atlètic. Hernández fou descartat per Vic Buckingham, marxant a jugar al Girona FC. Continuà jugant a nombrosos equips catalans de tercera divisió, fins a l'edat de 37 anys, defensant els colors de CE Europa (dues temporades), CF Calella, CE Manresa (cinc temporades en dues etapes), CE Hospitalet, Reus Deportiu (tres temporades) i CF Igualada (dues temporades).
Un cop retirat esdevingué entrenador. Començà al futbol base del Terrassa FC, passant més tard pel primer equip egarenc. També dirigí altres equips modestos catalans com la UE Sants, CP San Cristóbal, CF Igualada, UE Rubí, CF Tremp, FC Sant Quirze i UE Tàrrega.

## Palmarès
CD Comtal
- Tercera Divisió espanyola de futbol:
  - 1968